# 湖南大衆伝媒職業技術学院
湖南大衆伝媒職業技術学院（英語: Hunan Mass Media College）は、中国湖南省長沙市長沙県星沙経済開発区に本部を置く中国の公立大学。2000年創立、2000年大学設置。
大学の略称は湖南大衆伝媒学院。2014年時点では、学校の面積は700畝、建築面積は28万平方メートル、生徒数約1万余人、教職員589人。

## 略歴
2000年7月、湖南銀行学校・湖南教育電視台・湖南省広播電視学校が合併し「湖南大衆伝媒職業技術学院」設立。

## 基礎データ
- 所在地
  - 雨花校区（長沙市雨花区雨花亭）
  - 星沙校区（長沙市長沙県星沙）

- 校訓
  - 「創意点亮人生」

## 組織

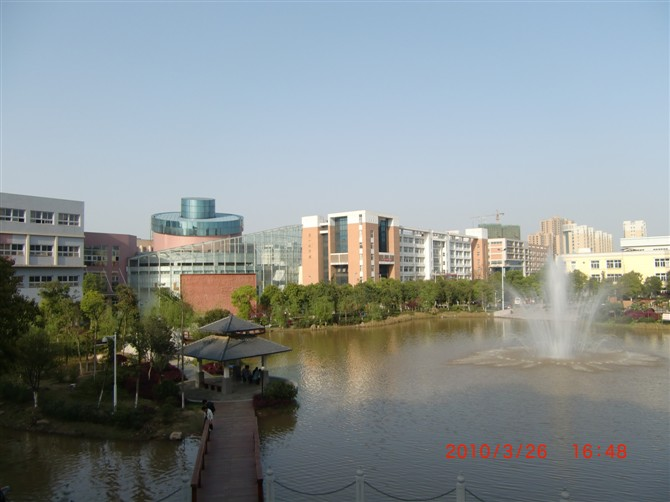
学院の湖。

「学院」も「系」も日本の大学の学部にほぼ相当する。「学部」は「学院」と「系」の上の編成で、実体はなく、日本の「学部」とは位置付けが異なっている。妙訳がないのでそのまま記す。
- 管理学院
  - 財経管理系
  - 伝媒管理系

- 影視芸術学院

- 視覚芸術学院
  - 動漫芸術系
  - 設計芸術系
  - 国際伝播系
  - 電広伝媒系
  - 網絡伝媒系

## 附属機関

### 附属学校
- 星沙教師進修学校
- 星沙實驗小学

## 大学の人物一覧

### 教授
- 学長：袁維坤[3]
- 党委書記：方林佑

### 卒業生

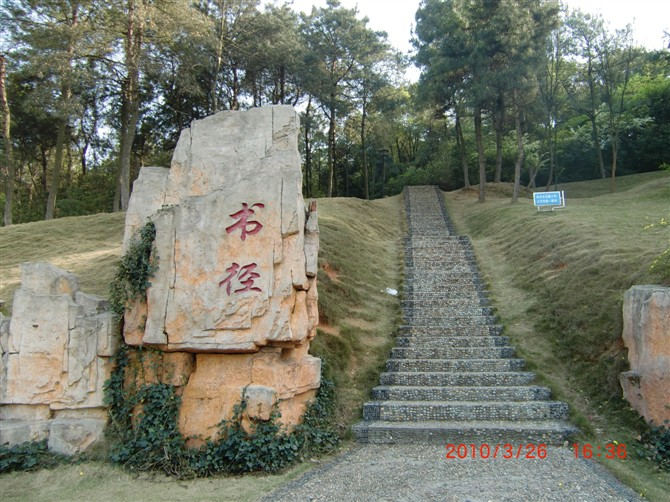
書徑。

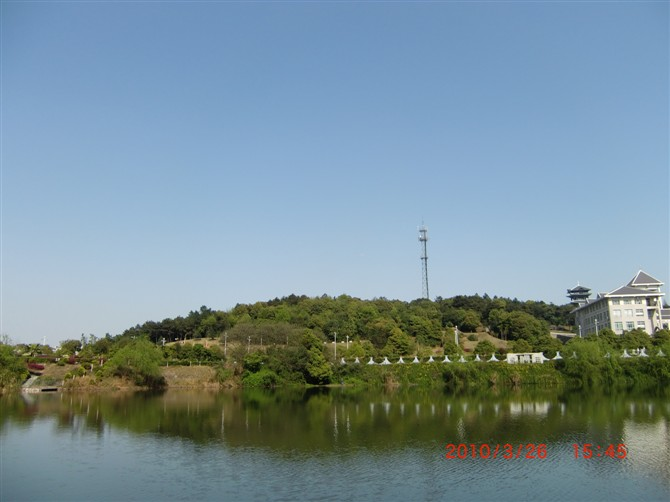
学院の湖。

- 汪涵：湖南衛視主持人
- 仇曉：中国中央電視台主持人
- 魏哲浩：湖南衛視主持人
- 杜海濤：湖南衛視主持人
- 鄭慧琳：湖南衛視主持人
- 蔣宏傑：湖南経視主持人
- 王燕：湖南衛視主持人
- 潘如祥：湖南衛視主持人
- 杜燾：長沙政法頻道主持人
- 尹紫微：女歌手
- 劉菩：女歌手
- 梅竹：歌手、モデル
- 葛婉儀：女作家
- 赵卓娜：女俳優
- 羅藍山：俳優
- 于翔：俳優
- 樊蝶：女俳優